# Lesley Lawson
Pour les articles homonymes, voir Lawson.
Lesley Lawson, née en 1952  à Durban, est une photographe sud-africaine.

## Biographie
Elle est née en 1952 à  Durban, et effectue sa scolarité primaire et secondaire dans cette ville. Elle poursuit à l'université du Natal, toujours à Durban.
Elle y rencontre le philosophe Rick Turner (en), qui y est maître de conférences en sciences politiques, Ela Gandhi, petite-fille du Mahatma Gandhi et personnalité du Congrès national indien du Natal, et son mari Mewa Ramgobin, ainsi qu'Omar Badsha. Ces rencontres sont déterminantes dans son parcours. Elle participe au mouvement syndical naissant parmi les étudiants. Elle sort de cette formation avec une licence en sciences.
Elle poursuit ses études au milieu des années 70 avec une maîtrise interdisciplinaire, Liberal Studies in Science, à l'université de Manchester. Pendant son séjour au Royaume-Uni, elle s'intéresse de plus en plus à la photographie. De retour en Afrique du Sud, où la lutte est rude contre les lois de l'apartheid, elle travaille comme photographe pour différents organismes, et continue à se perfectionner par des formations. En 1977, elle participe ainsi à un atelier de photographie animé par plusieurs professionnels dont David Goldblatt.
La mort du médecin et syndicaliste Neil Aggett en février 1982, assassiné en détention, après avoir été torturé par les forces de l’ordre, est un choc pour Lesley Lawson et plusieurs de ses collègues photographes. Un groupe de photographes, dont plusieurs avaient participé à l'atelier animé par David Goldblatt, entreprend de photographier et filmer les funérailles. Ce groupe est l’amorce de l’agence Afrapix dont elle est l’une des fondatrices, notamment avec Omar Badsha ou encore Zubeida Vallie, quelques mois plus tard,,,,. Elle publie aussi au milieu des années 1980 un recueil de photographies sur les conditions de travail des femmes africaines : Working Women in South Africa.
L’agence Afrapix est dissoute en 1991. Elle redevient photographe indépendante à plein temps, puis s'oriente vers le cinéma et la rédaction technique dans le domaine du VIH.
En 1999, elle s’installe en Angleterre, mais elle poursuit son engagement pour l'Afrique australe par un travail de développement autour des questions liées au VIH.  Son livre Side Effects, The story of AIDS in South Africa est publié en 2008.